# Tropaeolum cuspidatum
Tropaeolum cuspidatum là một loài thực vật có hoa trong họ Tropaeolaceae. Loài này được Buchenau miêu tả khoa học đầu tiên năm 1899.